# Espace des positions et espace des moments
En physique et en géométrie, espace des positions et espace des moments sont deux espaces vectoriels étroitement liés, souvent tridimensionnels, mais en général pouvant être de toute dimension finie. L'espace des positions (également espace réel ou espace des coordonnées) est l'ensemble de tous les vecteurs de position {\displaystyle {\mathbf {r}}}, qui ont les dimensions d'une longueur ; un vecteur de position définit un point dans l'espace (si le vecteur position d'une particule ponctuelle varie avec le temps, il tracera un chemin, la trajectoire d'une particule). L'espace des moments (ou des impulsions) est l'ensemble de tous les vecteurs impulsion {\displaystyle \mathbf {p} } d'un système physique ; le vecteur impulsion a les dimensions d'un produit d'une masse par une vitesse, il s'exprime en unités de [masse] × [longueur] / [temps].

## Dualité entre position et impulsion
Mathématiquement, la dualité entre position et impulsion est un exemple de la dualité de Pontriaguine. En particulier, si une fonction {\displaystyle f({\displaystyle \mathbf {r} })}est donnée dans l'espace des positions, sa transformée de Fourier {\displaystyle \phi ({\displaystyle \mathbf {p} })} est alors la fonction dans l'espace des moments. Inversement, la transformée de Fourier inverse d'une fonction dans l'espace des moments est une fonction dans l'espace des positions.
Ces grandeurs sont communes à toute la physique classique et quantique, et un système physique peut être décrit en utilisant soit les positions des particules qui le constituent, soit leurs moments ou impulsions ; les deux formulations fournissant de manière équivalente les mêmes informations sur le système considéré. Une autre grandeur est utile à définir dans le cadre de la physique des ondes ; le vecteur d'onde {\displaystyle {\mathbf {k}}} (ou simplement « vecteur-k ») a les dimensions de l'inverse d'une longueur ; de manière analogue, la fréquence angulaire ω d'une onde a les dimensions de l'inverse d'un temps. L'ensemble de tous les vecteurs d'onde est l'espace- k . Habituellement, l'usage des vecteurs {\displaystyle {\mathbf {r}}} est plus intuitif et plus simple que celui de {\displaystyle {\mathbf {k}}}, bien que l'inverse puisse également être vrai, comme en physique du solide.
La mécanique quantique fournit deux exemples fondamentaux de la dualité entre position et impulsion, le principe d'incertitude de Heisenberg {\textstyle \displaystyle {\Delta x\Delta p\geq \hbar /2}} indiquant que les deux grandeurs ne peuvent être mesurées simultanément avec une précision arbitraire, et la relation de Broglie {\displaystyle p=\hbar k} qui établit que la quantité de mouvement (identique ici à l'impulsion) et le vecteur d'onde d'une particule libre sont proportionnels. Dans ce contexte, lorsqu'il n'y a pas d'ambiguïté, les termes «quantité de mouvement» et « vecteur d'onde » sont utilisés de manière interchangeable. Cependant, la relation de Broglie n'est pas vraie dans un cristal.

## En mécanique classique

### Mécanique lagrangienne
Le plus souvent en mécanique lagrangienne, le lagrangien {\displaystyle L({\mathbf {q}},d{\mathbf {q}}/dt;t)} est défini dans l'espace des positions, où {\displaystyle {\mathbf {q}}=(q_{1},q_{2},..,q_{n})} est un n-uplet des coordonnées généralisées. Les équations d'Euler – Lagrange du mouvement sont
{\displaystyle {\frac {d}{dt}}{\frac {\partial L}{\partial {\dot {q}}_{i}}}={\frac {\partial L}{\partial q_{i}}}\,,\quad {\dot {q}}_{i}\equiv {\frac {dq_{i}}{dt}}\,.}
Le point sur une variable (comme {\displaystyle {\dot {q}}_{i}}) indique une dérivée par rapport au temps. On définit l'impulsion généralisée comme le moment conjugué de chaque coordonnée généralisée  {\displaystyle p_{i}={\frac {\partial L}{\partial {\dot {q}}_{i}}}\,.} Dans la suite, on utilisera de préférence la notion de moment (généralisé), car dans le cas général, il n'est pas possible d'identifier les {\textstyle p_{i}}à des impulsions au sens usuel du terme.
La première équation d'Euler – Lagrange prend la forme
{\displaystyle {\dot {p}}_{i}={\frac {\partial L}{\partial q_{i}}}\,.}
Le lagrangien peut également être exprimé dans l'espace des moments {\textstyle L'({\mathbf {p}},d{\mathbf {p}}/dt;t)} où {\displaystyle {\mathbf {p}}=(p_{1},p_{2},...,p_{n})} est un n-uplet des moments. Le passage d'une représentation à l'autre est effectuée par une transformation de Legendre sur la différentielle totale du lagrangien dans l'espace des coordonnées généralisées ;
{\displaystyle dL=\sum _{i=1}^{n}\left({\frac {\partial L}{\partial q_{i}}}dq_{i}+{\frac {\partial L}{\partial {\dot {q}}_{i}}}d{\dot {q}}_{i}\right)+{\frac {\partial L}{\partial t}}dt=\sum _{i=1}^{n}({\dot {p}}_{i}dq_{i}+p_{i}d{\dot {q}}_{i})+{\frac {\partial L}{\partial t}}dt\,,}
où les dérivées partielles de {\displaystyle L} sont remplacées par les moments généralisés et les équations d'Euler–Lagrange. La règle de la dérivée des produits de fonctions  permet d'échanger les différentielles en coordonnées généralisées et en vitesses contre les différentielles en moments généralisés et leurs dérivées temporelles,{\displaystyle {\dot {p}}_{i}dq_{i}=d(q_{i}{\dot {p}}_{i})-q_{i}d{\dot {p}}_{i}\,,\,{\displaystyle p_{i}d{\dot {q}}_{i}=d({\dot {q}}_{i}p_{i})-{\dot {q}}_{i}dp_{i},}}
après substitution dans la différentielle totale du lagrangien, on obtient
{\displaystyle d\left[L-\sum _{i=1}^{n}(q_{i}{\dot {p}}_{i}+{\dot {q}}_{i}p_{i})\right]=-\sum _{i=1}^{n}({\dot {q}}_{i}dp_{i}+q_{i}d{\dot {p}}_{i})+{\frac {\partial L}{\partial t}}dt\,.}
Comme la différentielle totale du lagrangien dans l'espace des moments s'écrit 
{\displaystyle dL'=\sum _{i=1}^{n}\left({\frac {\partial L'}{\partial p_{i}}}dp_{i}+{\frac {\partial L'}{\partial {\dot {p}}_{i}}}d{\dot {p}}_{i}\right)+{\frac {\partial L'}{\partial t}}dt,}
par comparaison entre les différentielles totales des deux lagrangiens, on déduit l'expression du lagrangien {\textstyle L'} et ses coordonnées généralisées :{\displaystyle L'=L-\sum _{i=1}^{n}(q_{i}{\dot {p}}_{i}+{\dot {q}}_{i}p_{i})\,,\quad -{\dot {q}}_{i}={\frac {\partial L'}{\partial p_{i}}}\,,\quad -q_{i}={\frac {\partial L'}{\partial {\dot {p}}_{i}}}.}
La combinaison des deux dernières équations donne les équations d'Euler – Lagrange dans l'espace des moments 
{\displaystyle {\frac {d}{dt}}{\frac {\partial L'}{\partial {\dot {p}}_{i}}}={\frac {\partial L'}{\partial p_{i}}}\,.}
L'intérêt de la transformation de Legendre est qu'elle donne la relation entre les deux lagrangiens et leurs variables. Les deux formes des équations d'Euler-Lagrange sont équivalentes et contiennent les mêmes informations sur la dynamique du système. L'expression dans l'espace des moments peut être plus utile lorsque la quantité de mouvement ou le moment cinétique apparait dans le lagrangien.

### Mécanique hamiltonienne
En mécanique hamiltonienne, contrairement à la mécanique lagrangienne qui utilise soit l'ensemble des coordonnées, soit l'ensemble des moments, les équations du mouvement placent les coordonnées et leurs moments sur un pied d'égalité. Pour un système avec l'hamiltonien {\displaystyle H({\vec {q}},{\vec {p}};t)}, les équations d'Hamilton sont :{\displaystyle {\dot {q}}_{i}={\frac {\partial H}{\partial p_{i}}}\,,\quad {\dot {p}}_{i}=-{\frac {\partial H}{\partial q_{i}}}\,.}

## En mécanique quantique
En mécanique quantique, une particule est décrite par un état quantique. Cet état quantique peut être représenté comme une superposition (c'est-à-dire une combinaison linéaire) d'états de base. En principe, on est libre de choisir l'ensemble des états de base, tant qu'ils forment une base complète de l'espace. Si l'on choisit les fonctions propres de l'opérateur de position comme ensemble de fonctions de base, on appelle fonction d'onde ψ(r) l'état dans l'espace des positions (qui correspond à notre notion familière d'espace avec les longueurs pour unité de mesure).  L'équation de Schrödinger familière est l'archétype de la mécanique quantique dans la représentation des positions.
En choisissant les fonctions propres d'autres opérateurs comme fonctions de base, on peut obtenir des représentations différentes du même état. Par exemple, si l'on choisit les fonctions propres de l'opérateur quantité de mouvement comme fonctions de base, la fonction d'onde résultante {\displaystyle \phi (\mathbf {p} )} est dite fonction d'onde dans l'espace des impulsions.

## Relation entre l'espace et l'espace réciproque
La représentation en impulsion d'une fonction d'onde est très étroitement liée à la transformée de Fourier et au concept de domaine fréquentiel. Puisqu'une particule de mécanique quantique a une fréquence proportionnelle à l'impulsion (équation de de Broglie donnée ci-dessus), décrire la particule comme une somme de ses composantes d'impulsion équivaut à la décrire comme une somme de composantes en fréquence (c'est-à-dire une transformée de Fourier). Cela devient clair quand on traite le passage d'une représentation à une autre.

### Fonctions et opérateurs dans l'espace des positions
Supposons que nous ayons une fonction d'onde tridimensionnelle dans l'espace de position ψ(r), alors nous pouvons écrire cette fonction comme une somme pondérée de fonctions de base orthogonales ψj(r) :{\displaystyle \psi (\mathbf {r} )=\sum _{j}\phi _{j}\psi _{j}(\mathbf {r} )}ou, dans le cas continu, comme une intégrale{\displaystyle \psi (\mathbf {r} )=\int _{\mathbf {k} {\text{-space}}}\phi (\mathbf {k} )\psi _{\mathbf {k} }(\mathbf {r} )\mathrm {d} ^{3}\mathbf {k} }
Si l'ensemble des fonctions {\displaystyle \psi _{\mathbf {k} }(\mathbf {r} )} est défini comme l'ensemble des fonctions propres de l'opérateur de quantité de mouvement, la fonction {\displaystyle \phi (\mathbf {k} )} détient toutes les informations nécessaires pour reconstruire ψ(r) et est donc une description alternative pour l'état {\displaystyle \psi }.
En mécanique quantique, l'opérateur de quantité de mouvement est donné par{\displaystyle \mathbf {\hat {p}} =-i\hbar {\frac {\partial }{\partial \mathbf {r} }},}
dont les fonctions propres sont :{\displaystyle \psi _{\mathbf {k} }(\mathbf {r} )={\frac {1}{({\sqrt {2\pi }})^{3}}}e^{i\mathbf {k} \cdot \mathbf {r} }}avec les valeurs propres  correspondante ħ k. Alors{\displaystyle \psi (\mathbf {r} )={\frac {1}{({\sqrt {2\pi }})^{3}}}\int _{\mathbf {k} {\text{-space}}}\phi (\mathbf {k} )e^{i\mathbf {k} \cdot \mathbf {r} }\mathrm {d} ^{3}\mathbf {k} ,}ce qui montre que la représentation de l'impulsion est liée à la représentation de la position par une transformée de Fourier.

### Fonctions et opérateurs dans l'espace des impulsions
Inversement, une fonction d'onde tridimensionnelle dans l'espace des impulsions {\displaystyle \phi (\mathbf {k} )} peut être exprimée comme une somme pondérée de fonctions de base orthogonales {\displaystyle \phi _{j}(\mathbf {k} )},{\displaystyle \phi (\mathbf {k} )=\sum _{j}\psi _{j}\phi _{j}(\mathbf {k} ),}ou en tant qu'intégrale,{\displaystyle \phi (\mathbf {k} )=\int _{\mathbf {r} {\text{-space}}}\psi (\mathbf {r} )\phi _{\mathbf {r} }(\mathbf {k} )\mathrm {d} ^{3}\mathbf {r} .}L' opérateur de position est donné par{\displaystyle \mathbf {\hat {r}} =i\hbar {\frac {\partial }{\partial \mathbf {p} }}=i{\frac {\partial }{\partial \mathbf {k} }}}avec fonctions propres{\displaystyle \phi _{\mathbf {r} }(\mathbf {k} )={\frac {1}{\left({\sqrt {2\pi }}\right)^{3}}}e^{-i\mathbf {k} \cdot \mathbf {r} }}et les valeurs propres r. Ainsi, une décomposition similaire de {\displaystyle \phi (\mathbf {k} )} peut être faite en termes de fonctions propres de cet opérateur, qui s'avère être la transformée de Fourier inverse,{\displaystyle \phi (\mathbf {k} )={\frac {1}{({\sqrt {2\pi }})^{3}}}\int _{\mathbf {r} {\text{-space}}}\psi (\mathbf {r} )e^{-i\mathbf {k} \cdot \mathbf {r} }\mathrm {d} ^{3}\mathbf {r} .}

## Équivalence unitaire entre opérateur position et impulsion
Les opérateurs {\displaystyle \mathbf {\hat {r}} } et {\displaystyle \mathbf {\hat {p}} } sont unitairement équivalents (i.e. reliés par une transformation) dont l'opérateur unitaire est donné explicitement par la transformée de Fourier, c'est une rotation d'un quart de cycle (90°) dans l'espace des phases. Ils ont donc le même spectre. En langage physique, l'action de {\displaystyle \mathbf {\hat {p}} } sur les fonctions d'onde spatiales d'impulsion est la même que celle de {\displaystyle \mathbf {\hat {r}} }  sur les fonctions d'onde spatiales de position (par action de la transformée de Fourier).

## Espace réciproque et cristaux
Pour un électron (ou tout autre particule) dans un cristal, la valeur de k se rapporte presque toujours à son quasi-moment, et non à son impulsion normale. Par conséquent, k et p ne sont pas simplement proportionnels, mais jouent des rôles différents (voir la théorie des perturbations k·p pour un exemple). L'impulsion cristalline permet de décrire comment l'onde varie d'une maille à l'autre dans le cristal, mais ne donne aucune information sur la façon dont l'onde varie dans chaque maille.
Lorsque k se rapporte au quasi-moment au lieu de l'impulsion réelle, le concept d'espace des moments est toujours significatif et extrêmement utile, mais il diffère de plusieurs manières de l'espace-k non cristallin discuté ci-dessus. Par exemple, dans l'espace-k d'un cristal, il existe un ensemble infini de points appelés le réseau réciproque qui sont "équivalents" à k = 0 (ceci est analogue au repliement de spectre en traitement du signal). De même, la « première zone de Brillouin » est un volume fini de l'espace k, tel que toute valeur possible de k est « équivalente » à exactement un point de cette région.